# 킴 머피
킴 머피(Kim Murphy, 1974년 2월 8일 ~ )는 미국의 배우, 텔레비전 배우, 영화배우이다.
올림피아에서 태어났다.

## 영화
- 인 크라우드 (2000년) - 조앤 역
- 시티 오브 엔젤 (1998년)
- 캠프파이어 테일 (1997년)
- 시빌 (1995년)
- 하우스게스트 (1995년)